# Oficina de Inspectores Generales del Ministerio de Defensa de la Federación de Rusia
La Oficina de Inspectores Generales del Ministerio de Defensa de la Federación de Rusia (en ruso: Управление генеральных инспекторов Министерства обороны Российской Федерации). Es un organismo dependiente del Ministerio de Defensa de Rusia, fue establecido el 26 de junio de 2008 y está formado por oficiales superiores ya jubilados.

## Predecesor
El Grupo de Inspectores Generales del Ministerio de Defensa de la URSS fue establecida el 12 de febrero de 1958 bajo la orden N.º 037 del entonces ministro de Defensa Rodión Malinovski, sobre la base del decreto N.º 149-63 del Consejo de Ministros de la Unión Soviética el 30 de enero de 1958. Este tenía la intención de establecer «para uso en En las Fuerzas Armadas, el conocimiento y la experiencia acumulados de los mariscales, almirantes, generales de ejército, coroneles generales y algunos tenientes generales y vicealmirantes que hayan llegado a una edad en la que, por razones de salud y las perspectivas de su uso posterior, no pueden continuar trabajando con una carga completa ...» 
A finales del período soviético se había convertido en un puesto de sinecura para los oficiales superiores. Su número fue reducido por el ministro de Defensa, Dmitri Yázov, en 1988, y fue finalmente abolido durante las reformas de 1992 del mariscal Yevgueni Sháposhnikov. En el momento de su abolición, estaba formado por 53 oficiales superiores.

## Restablecimiento
El concepto de una organización en el Ministerio de Defensa para reunir la experiencia de los altos oficiales retirados fue revisado por el ministro de Defensa Anatoli Serdiukov, con la firma de la directiva N.º D-31 el 28 de abril de 2008. Esta preveía la creación del Servicio de Inspectores Generales, cuya tarea principal era «promover la organización del combate y el entrenamiento operativo de las tropas, la construcción y el desarrollo de las Fuerzas Armadas de la Federación de Rusia, el desarrollo de la teoría y la historia del arte militar y la educación de personal». El 26 de junio de 2008, el ministro de Defensa publicó la orden N.º 345 «Sobre el Servicio de Inspectores Generales del Ministerio de Defensa», que dio origen al organismo. En 2011, el Servicio de Inspectores Generales pasó a llamarse Oficina de Inspectores Generales.
La oficina está situada en el antiguo edificio del Estado mayor en la calle Znamenka, 19, en el complejo de edificios del Ministerio de Defensa. Incluye una biblioteca, inaugurada en 2015, que contiene diversas obras redactadas por los inspectores generales. La base de la nueva biblioteca está compuesta por libros donados por el mariscal de la Unión Soviética Dmitri Yázov, los generales del ejército Majmut Gareev, Vladímir Lobov y otros. Desde 2013 la oficina está encabezado por el general del ejército Yuri Yakubov.

## Miembros

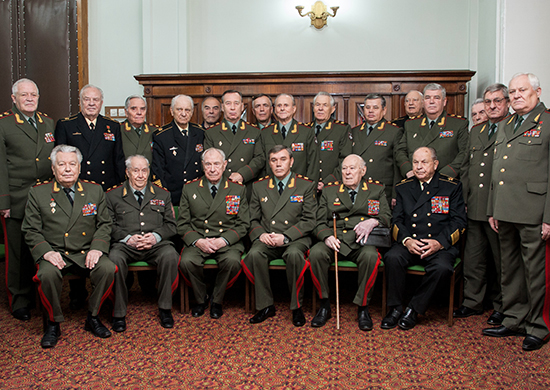
Miembros de la Oficina de Inspectores Generales en 2013

La Oficina de Inspectores Generales incluye a exlíderes militares de alto rango que están retirados: excomandantes en jefe de tipos y ramas de tropas, comandantes de distritos y flotas militares, algunos exjefes de departamentos principales y centrales del Ministerio de Defensa.
Para el 1 de octubre de 2017, el departamento constaba de veintiocho personas. La composición de la junta cambia constantemente. Debido a la edad avanzada, los miembros de la oficina abandonan por causas naturales de enfermedad o muerte, los nuevos miembros se incluyen en la dirección por orden del ministro de Defensa de la Federación Rusa. Aunque los miembros permanecen retirados de las fuerzas armadas durante su servicio, todos ellos reciben un salario.